# 俊平1/50
『俊平1/50』（しゅんぺい ごじゅうぶんのいち）は、山本貴嗣による日本の漫画作品。『イブニング』（講談社）にて、2004年に連載された。

## 概要
著者は講談社イブニング編集部から「サバイバル物」を依頼されて案を練っていたが、突然「人間が小さくなる話」を振られ、更に高校生の予定だった主要人物を「中学生にしてくれ」と無茶ぶりされるなど、企画段階から二転三転した末に執筆された作品。
当初から科学考証に関しては、柳田理科雄に監修を頼むとされていた。

## あらすじ
社会見学中の泉俊平たち翔卵中学校2-A一行を襲った突然の爆発。意識を取り戻した俊平達は、身長が50分の1という超ミクロサイズになってしまっていた。
まとわりつく空気、表面張力で粘度を増した水。ミクロのサイズ特有の物理法則が判断を狂わせ、なにもわからないまま死んでゆく同級生たち。
腕力だけではなく全身の筋力がパワーアップしていることに気づくが、小さくなった彼らに比例して巨大化したアリや蛭に対しては然したるアドバンテージにはならず、縮小した区画の外では体温も水分も保つことができず、あっという間に渇き凍えてしまうというデメリットも明らかとなる。
俊平たちはチームを編成して食料探しに出発。研究所の事務所内で床下に落ちていたもみじ饅頭をアリとの激闘の末確保して戻ると、縮小区画では区画の奥から出てきた研究所の副所長・藤村冴子とその部下に遭遇していた。
俊平たちが縮小したのは研究中の機材暴走が原因であり、実験自体は成功したものの機材は壊れてしまった。研究員たちも含めた全員で電話やPCを操作して救援を呼ぶが、体感速度まで加速した彼らにとっては丸一日待つのと変わらない時間がかかるという。
破傷風を発症した射場を始め早急な治療が必要な者たちを助けるために500m（俊平たちにとっては25km）離れた新棟にある機材を利用した再実験を試すために出発する。

## 用語
同時多発コライダー
島崎・藤村研究所で開発された機材。「光速度」「万有引力定数」「プランク定数」という3つの普遍定数を置き換えることを試みていた。
俊平たちがやって来た際に行われた実験で機材が暴走。実験装置を中心にした数十メートルの範囲内にあった物を人間含めて1/50に縮小してしまった。縮小してしまった区画内では縮小前と同じ物理法則が働いている。
俊平たちは新棟にある最新型のコライダーでの復元実験に挑むが、元のサイズに戻れる確率は低く、さらに縮小するか、下手をすると巨大化してしまう恐れもあるという。さらに暴走したデータを参考に実験を行う以上、成功・失敗に関係なくコライダーは壊れてしまい、新しい機材を作るのにも1-2年（縮小・加速した感覚で7-14年）、確実に復元する技術を開発するには10年（同・70年）は掛かるという。
翔卵中学校
俊平たちが通っている中学校。正式な読み仮名が付いていないが、ブレザーの校章には「SHOLAN」と記されている（コミックス227ページなど）。

## 主な登場人物
泉俊平（いずみ しゅんぺい）
翔卵中学校2-A生徒。
特別成績が良いというわけではないが、知人から聞いた知識や周りの環境から機転を利かせて切り抜けるバイタリティを持つ少年。自身の不注意で幼馴染であるはるかを死なせてしまい復元実験の成否にかかわらず、自身は1/50サイズのままはるかの側にいようと考えている。
姫野はるか（ひめの はるか）
翔卵中学校2-Aクラス委員長。俊平とは家が隣同士という幼馴染で人当たりも良くクラスの人気者。俊平からは「ハル」と呼ばれている。
事故直後、物理法則の変化に気付かなかった状況で水を飲もうとして窒息死してしまう。彼女の死が原因で一時クラス内に不和が起きた。
2-Aの中で最初に死亡した生徒。
射場心（まとば しん）
翔卵中学校2-A生徒。クラス内でも腕っ節が強いだけではなく、男気もある性格で頼りにされている少年。
周辺偵察や食料調達に活躍するが、蛭に襲われた生徒を救おうとして負傷したことが原因で破傷風を発症してしまう。
猿子一善（ましこ かずよし）
翔卵中学校2-A生徒。
日頃から喫煙や授業のエスケープ、クラスメイトにギャンブルをもちかけてイカサマでカモにするなど、素行に問題はあるが、はるかを葬る際にはタバコとライターを埋めて禁煙を誓うなど仲間思いなところもある。消火栓内にあったと思われる斧を武器として持ち歩き、アリとの戦いでは武器となる鉛筆や画鋲、安全ピンなどの文房具を調達してきた。
亀山（かめやま）
翔卵中学校2-A担任。理系大学出身で物理学の知識に明るい。
前年の社会科見学で生徒が問題を起こしたため、大学時代の先輩が勤める研究所に見学を申し込んだ。
菊地、関根、森脇、井口、阿部、三隅、他4名
翔卵中学校2-A生徒。
偵察に出た俊平たちが伝えた「自分たちが小さくなってしまった」という報告を信じず、生徒の一部を扇動して独自に救援を呼ぶ（同時に一足早く安全圏に逃れる）ために縮小してしまったブロックを離れるが、トンネルだと思って入り込んだ排水溝内部で蛭に襲われ、菊地以外が全滅した。
加代（かよ）
翔卵中学校2-A生徒。
はるかを除けばクラス内でのサブリーダー的立場で、俊平たちが偵察及び食料調達に出ている間、クラスをまとめていた。
櫻井弘美（さくらい ひろみ）
翔卵中学校2-A生徒。
看護科志望で応急処置に詳しい。
藤咲ちあゆ（ふじさき ちあゆ）
翔卵中学校2-A生徒。怖がりで高いところも苦手。
生物部に所属しており、相対的に巨大化した生物に対処する方法を指示する。
美土路（みどろ）
翔卵中学校2-A生徒。ドレッドヘアのツインテールという特徴的な髪型。体育会系で格闘技経験者らしく腕っ節で貢献する。
宗像（むなかた）
翔卵中学校2-A生徒。
偵察隊に参加。行動力は高めだが、虫は嫌い。
藤村冴子（ふじむら さえこ）
島崎・藤村研究所の副所長。
実験で縮小した区画の電力供給が停止していたため封鎖されていた実験室から出るのに手間取り、俊平たちが食料探索に出ている間に縮小区画の奥から出てきた。

## 書誌情報
辰巳出版タツミコミックスより全1巻。
1. - ISBN 978-4-7778-0133-6（2005年2月25日初版発行）